# Museo Nacional de Kuwait
El Museo nacional de Kuwait es el museo nacional del país asiático de Kuwait, que se encuentra en la ciudad de Kuwait. Fue establecido en 1983 y diseñado por el arquitecto Michel Écochard.
El museo consta de cuatro edificios, de planta rectangular en torno a un jardín central.